# Bollo de semilla de loto
El bollo de semilla de loto es un pastel chino presente en Hong Kong, Taiwán y China. Puede clasificarse como un dim sum, aunque no lo sea exclusivamente.

## Preparación
Como el bollo tiene diversas apariencias diferentes, la masa cambia según la que se desee obtener. Suele prepararse con ingredientes parecidos a la del cha siu baau.